# Пархікаси
Пархіка́си (рос. Пархикасы, чув. Пархикасси) — присілок у складі Чебоксарського району Чувашії, Росія. Адміністративний центр Сіньял-Покровського сільського поселення.
Населення — 490 осіб (2010; 511 у 2002).
Національний склад:
- чуваші — 98 %